# Darsena (métro de Gênes)
Darsena est une station de métro à Gênes, en Italie. Située sur la seule ligne du métro de Gênes entre Principe et San Giorgio, cette station souterraine dessinée par l'architecte Renzo Piano a été mise en service le 7 août 2003.

## Situation sur le réseau
Établie en souterrain, Darsena est une station de passage de l'unique ligne du métro de Gênes. Elle est située entre la station Principe, le terminus nord-ouest Brin, et la station San Giorgio, en direction du terminus est Brignole.
Elle dispose des deux voies de la ligne encadrant un quai central.

## Histoire
La station Darsena est mise en service le 7 août 2003, lors de l'ouverture du prolongement depuis Principe.

## Services aux voyageurs

### Desserte
Darsena est desservie par les rames qui circulent sur l'unique ligne du réseau, entre Brin et Brignole.

Installations et desserte
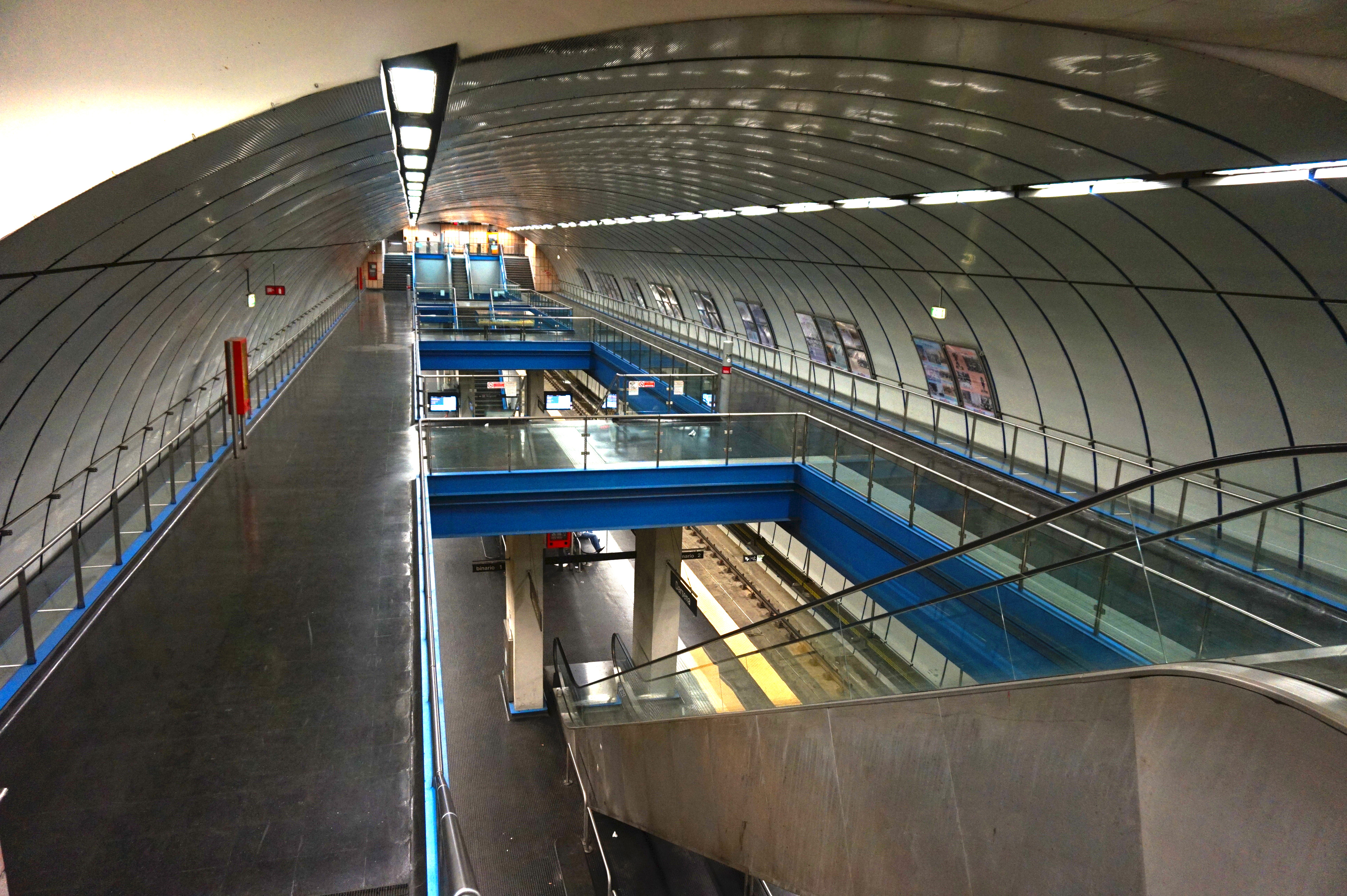
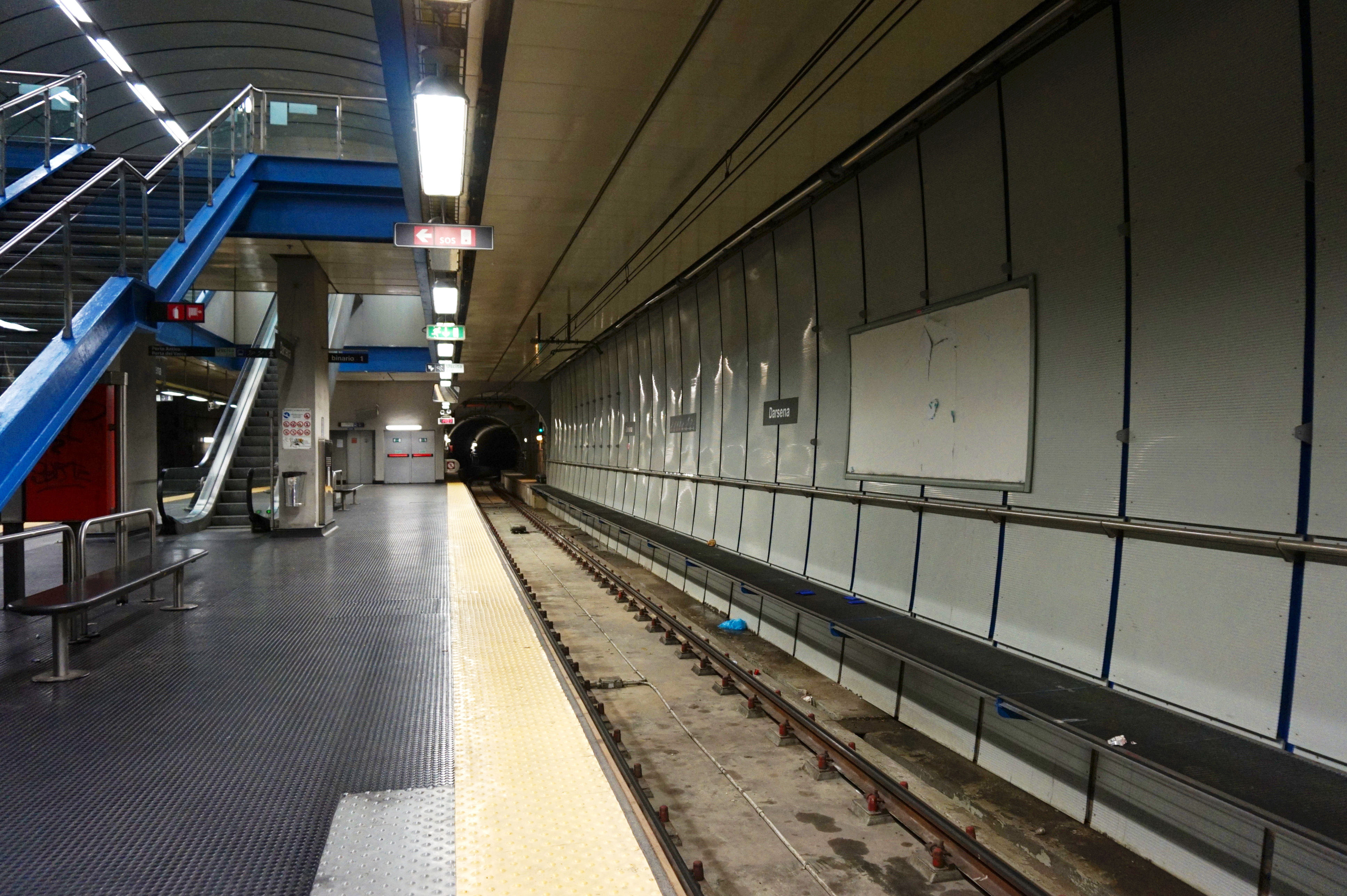
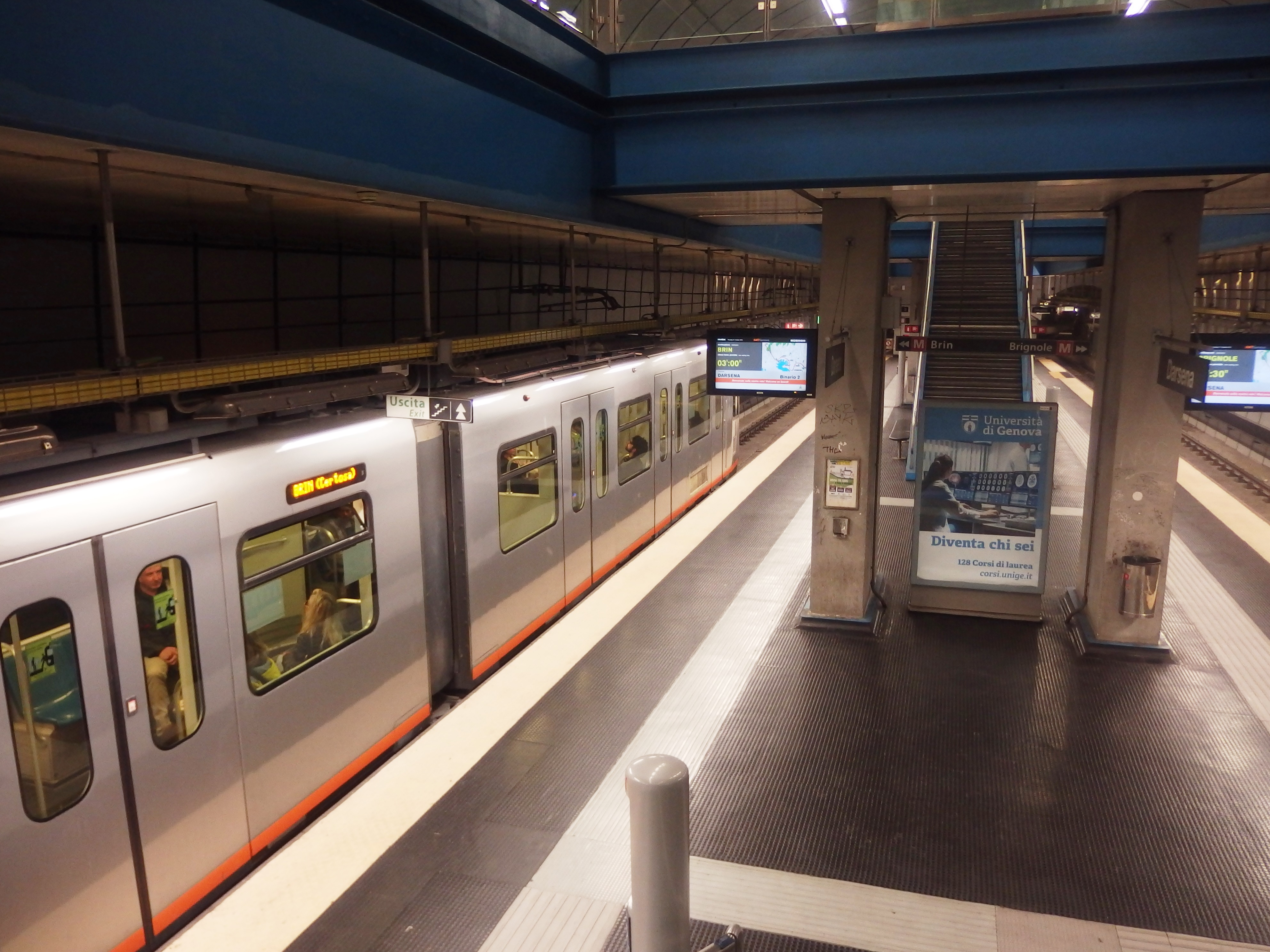